# BC Ritte-Spijkenisse
BC Ritte-Spijkenisse (BCRS) staat voor Badminton Centrum Ritte-Spijkenisse en is een Nederlandse badmintonclub in Spijkenisse die is ontstaan in 2010 uit een fusie tussen twee badmintonverenigingen uit Spijkenisse, BV de Ritte en BC Spijkenisse.

## Ontstaan
Voordat BC Ritte-Spijkenisse bestond, waren het twee losstaande verenigingen, BV de Ritte en BC Spijkenisse, die beide lid waren van Badminton Nederland. Door een brand in winkelcentrum Waterland op 5 oktober 2008, raakte BC Spijkenisse die avond hun sporthal kwijt en werd sporthal de Ring van Putten, het onderkomen van BV de Ritte, beschikbaar gesteld om daar tijdelijk te spelen.
Naarmate de tijd vorderde kwamen de besturen van beide verenigingen bij elkaar en kwam het besluit om van twee verenigingen, een grote vereniging te maken, wat in 2010 werkelijkheid is geworden.

## De vereniging
BC Ritte-Spijkenisse is een brede vereniging waar recreatief en competitief gespeeld wordt. BCRS heeft meerdere teams die op het landelijk niveau spelen en ook vele teams die meedoen in de regionale afdelingen van Badminton Nederland. Dit geldt niet alleen voor senioren, maar ook voor de jeugd. Jeugdcompetitie wordt gespeeld in alle niveaus, hoog en laag, die beschikbaar zijn in de regio zuidwest.

## Sporthal
Door de brand in 2008 was er een sporthal verdwenen in Spijkenisse, en had de gemeente de vereniging toegezegd dat er een locatie zou komen voor een nieuwe sporthal. Na de fusie in 2010 was de nieuwe locatie voor BC Ritte-Spijkenisse in het najaar van 2012 klaar voor gebruik. Na jaren in sporthal de Ring van Putten gespeeld te hebben verhuisde de vereniging naar hun nieuwe thuishaven, Sporthal Maaswijk, gelegen in de wijk Maaswijk in Spijkenisse. De sporthal heeft 9 badmintonbanen, een tribune met zicht over de gehele zaal en vanuit de kantine is er ook mogelijkheid om activiteiten in de zaal te kunnen aanschouwen.